# Diego de Jesús María
Fray Diego de Jesús María, en el siglo Diego Zaydín (nacido en Peralta de la Sal, a comienzos del siglo XVII) fue un escritor español, perteneciente a la Orden de los Carmelitas descalzos.

## Biografía
Trajo al pueblo de Castillonroy, cerca de Barbastro, unas reliquias de Santa Rita en el año 1630. Tuvo diversos cargos en su Orden dentro de la provincia de Aragón a causa de su religiosidad y letras. Era muy devoto de la Virgen del Pilar de Zaragoza y en su obsequio escribió a principios del siglo XVIII Caxeta de Nuestra Señora del Pilar de Zaragoza para sus cofrades y hermanos de los lugares de los reinos de España. Lérida, por Domingo Simon, 1704, con motivo de repartirse cajetas para colectar las limosnas destinadas al templo comenzado en 1675. En esta obra se resume la historia de la imagen y se incluye un novenario suyo. Aunque la obra se publicó bajo el nombre de Francisco Collada, fue escrita por él, según declara el doctor Pedro Gerónimo Fernández Marzo, en su Opusc. Marian. Jacob., págs. 241 y 244; seguramente, por cuestión de fechas, la obra puede ser anterior a 1675, que fue cuando comenzaron las obras. Su único censor, el doctor Francisco Zaydin, canónigo de Roda, promueve su argumento y el elogio que merece el autor. Compuso luego otra obra mariana, una Historia de la imagen de nuestra señora del Prado de Ciudad Real Madrid: Imprenta Real, 1650.

## Su obra sobre apicultura
En 1653, y probablemente desde antes, estaba en Madrid, donde copió uno de los escasos manuscritos sobre apicultura del XVII que se nos han conservado, Tratado breve de la cultivación de las colmenas y lo que con ellas se ha de acer para su conservación. Observado por el Hermano Francisco de la Cruz, natural de Alhama, en el discurso de casi quarenta años que perseveró en el yermo de Volarque dándose a la consideración y propiedad de las avexas, asistiendo de día y de noche en el colmenar que tienen allí los Carmelitas Descalços.